# Queimados
Queimados est une ville brésilienne de l'État de Rio de Janeiro. Sa population était estimée à 137 962 habitants en 2010. La municipalité s'étend sur 77 km2.

## Maires
| Période | Période | Identité  | Étiquette | Qualité |
| ------- | ------- | --------- | --------- | ------- |
| 2009    | 2012    | Max Lemos | PMDB      |         |

## Transport
La ville dispose d'une gare ferroviaire, via la branche Japeri, exploitée par SuperVia, la gare de Queimados.
Queimados dispose de deux compagnies de bus qui exploitent les lignes municipales : Gardel Turismo et Fazeni Transportes (toutes deux ont des lignes interurbaines reliant Queimados à Japeri). Elle compte également cinq autres sociétés responsables des lignes interurbaines : Linave Transportes, Transportadora Tinguá, Transportes Blanco, Nilopolitana Transportes et UniRio (Nilopolitana et UniRio forment un groupe avec Transportes Blanco). Queimados a des connexions avec les municipalités de Japeri, Nova Iguaçu, Belford Roxo, Mesquita, Nilópolis, São João de Meriti, Duque de Caxias en plus de la connexion avec la ville de Rio de Janeiro avec des lignes vers le Centre, Pavuna, Penha et Barra da Tijuca passant par certains quartiers des zones Nord et Ouest (via la ligne jaune).